# Sede titolare di Cesarea di Cappadocia dei Greco-Melchiti
Cesarea di Cappadocia dei Greco-Melchiti (in latino: Caesariensis in Cappadocia Graecorum Melkitarum) è una sede titolare arcivescovile della Chiesa cattolica.
La sede è vacante dal 1º settembre 1984.

## Cronotassi degli arcivescovi titolari
- Michel Hakim, B.S. † (13 ottobre 1980 - 1º settembre 1984 nominato eparca del Santissimo Salvatore di Montréal)